# Đèo

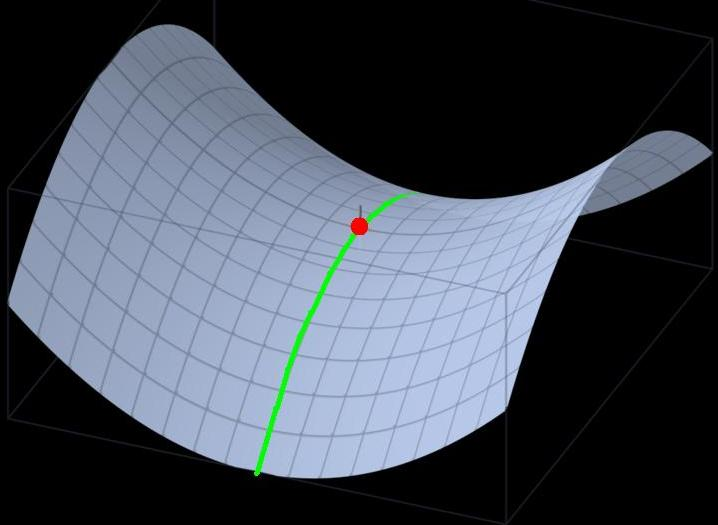
Đường đèo lý tưởng qua núi được biểu diễn bằng đường màu xanh lục, điểm yên ngựa có màu đỏ.

Đèo núi (quan sơn) hay thường gọi là đèo là một đoạn tuyến đường vượt qua một dãy núi hoặc trên một sườn núi, thường là được bố trí để đi lại thuận tiện nhất qua một dãy núi.
Điểm có độ cao lớn nhất nhất của đường đèo gọi là đỉnh đèo hoặc điểm yên ngựa, nơi hai phía đều có độ cao thấp hơn.
Đèo đồi là khái niệm ít dùng, để chỉ các đèo vượt qua các đồi thấp.
Đèo tồn tại gắn liền với đường giao thông, nên tùy theo sự phát triển giao thông và du lịch mà đèo có được biết đến hay không.

## Một số hình ảnh

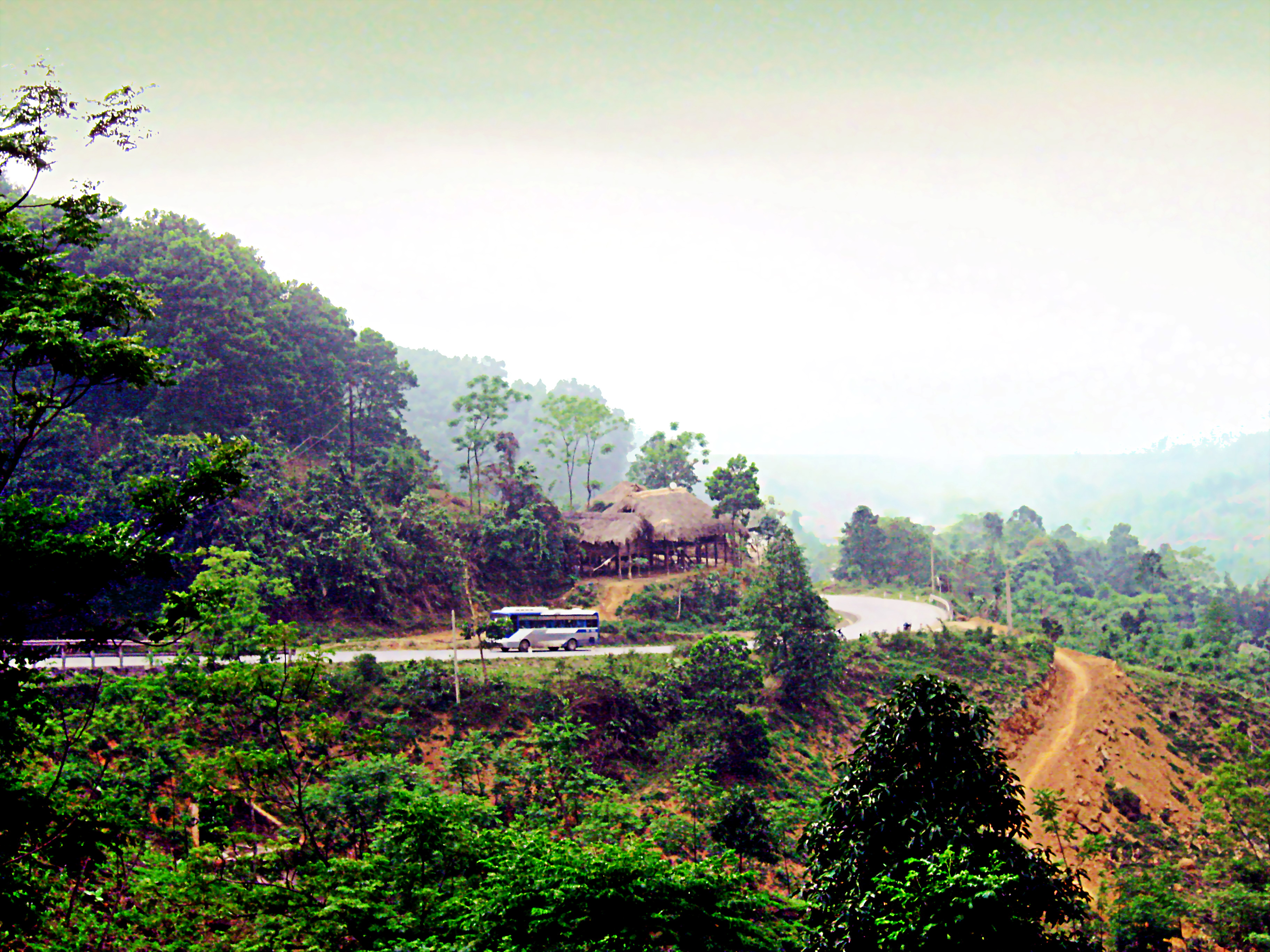
Xe qua đèo ở khu vực Bảo Thắng, Lào Cai
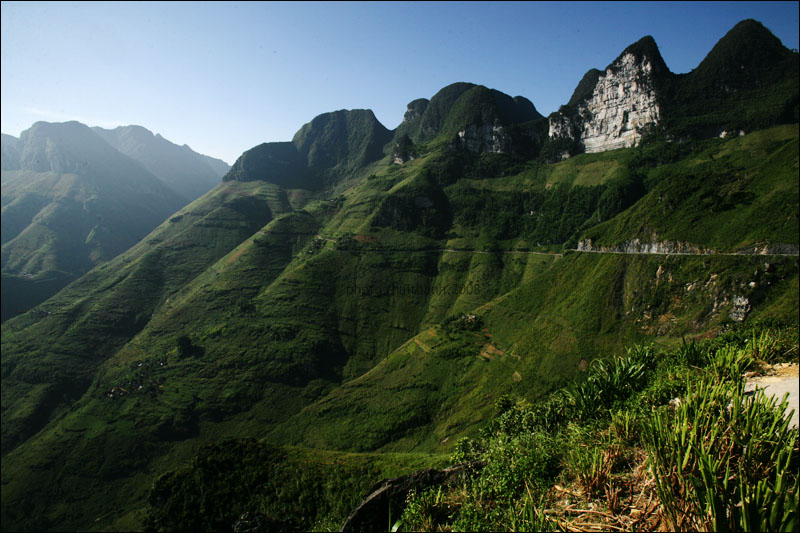
Đèo Mã Pí Lèng, Hà Giang
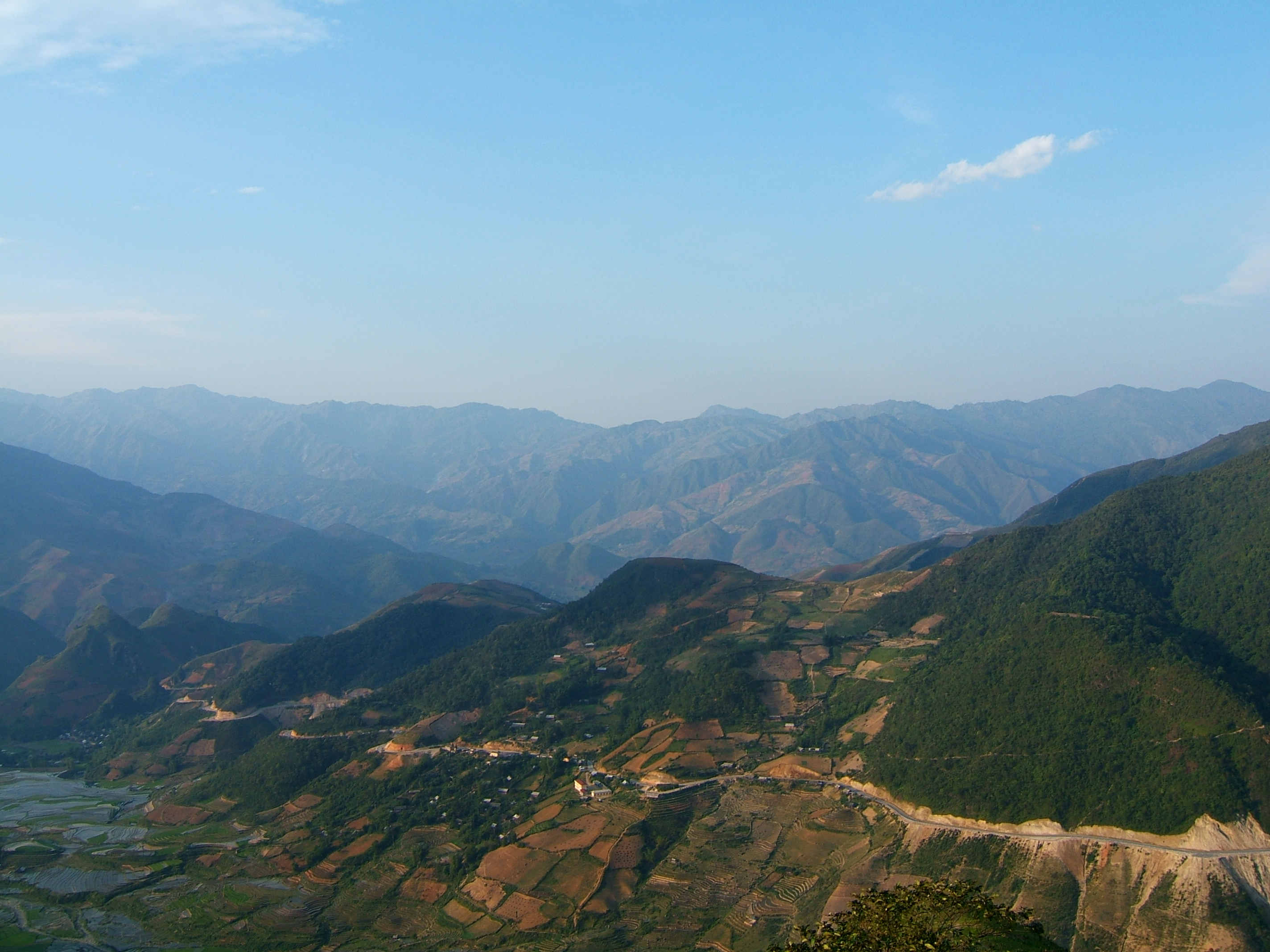
Đèo Khau Phạ trên quốc lộ 32 qua Mù Cang Chải, Yên Bái
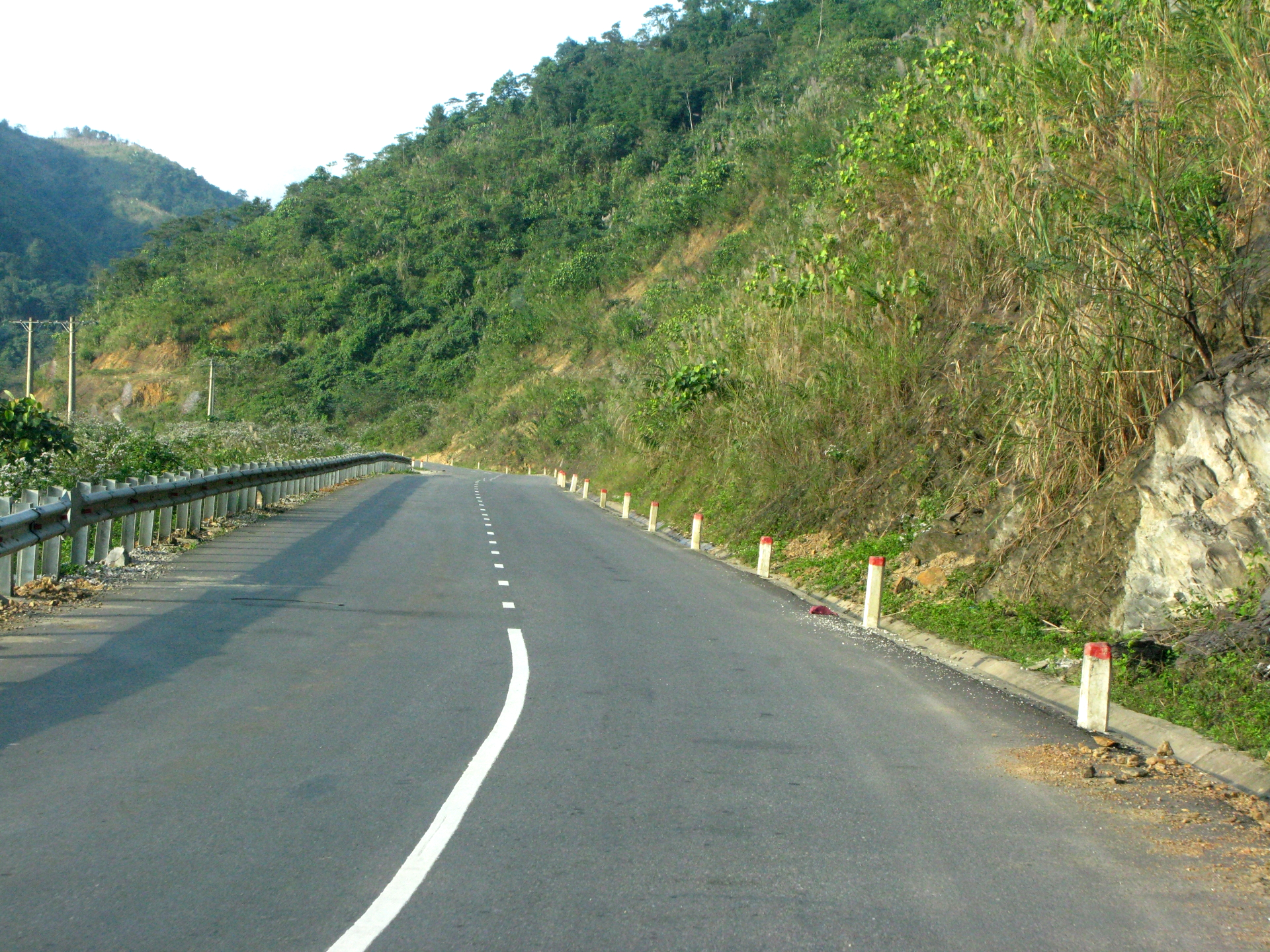
Một đoạn đường trên đèo Mụ Giạ
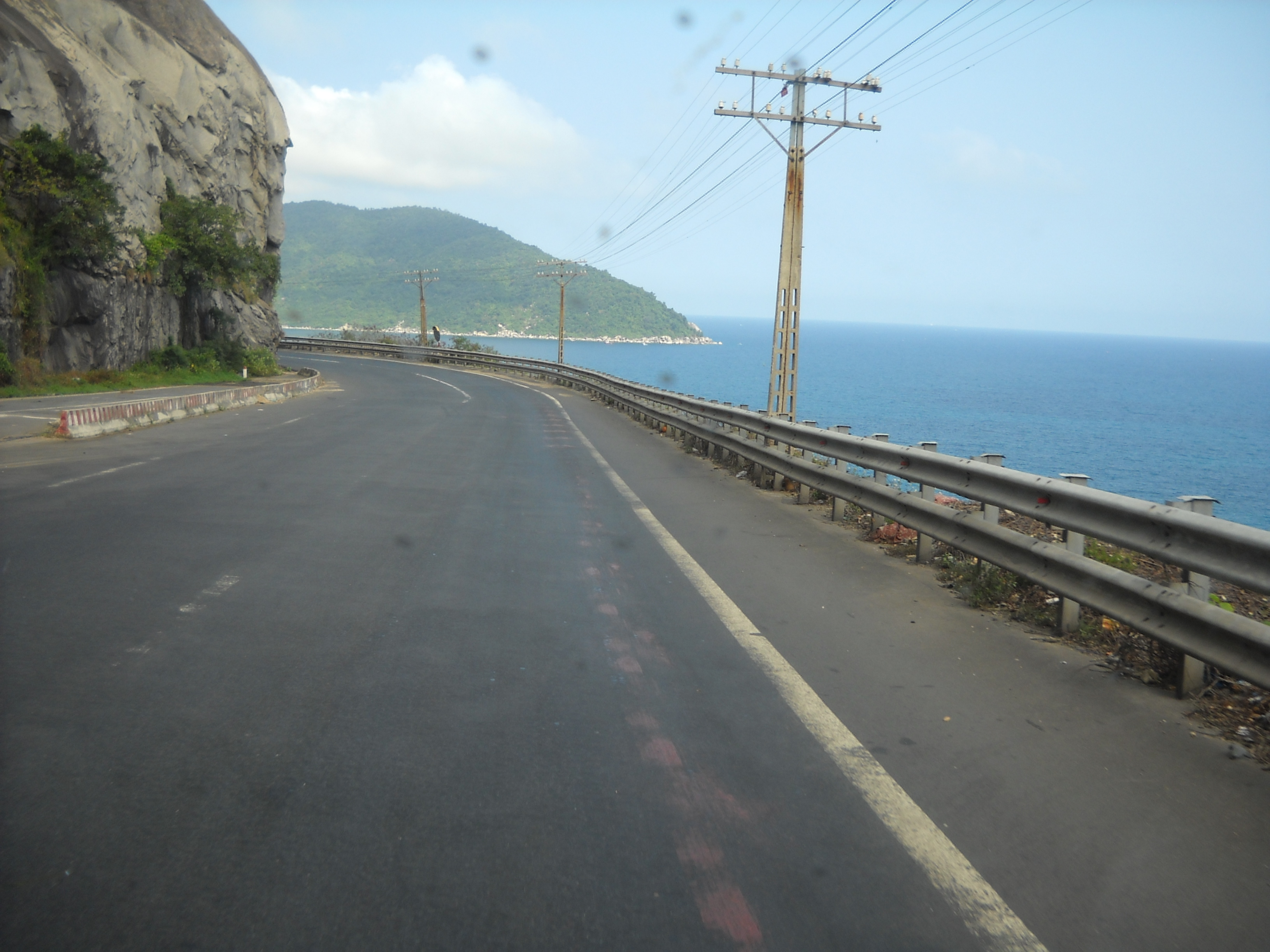
Đèo Cả, đoạn Đại Lãnh, Khánh Hòa
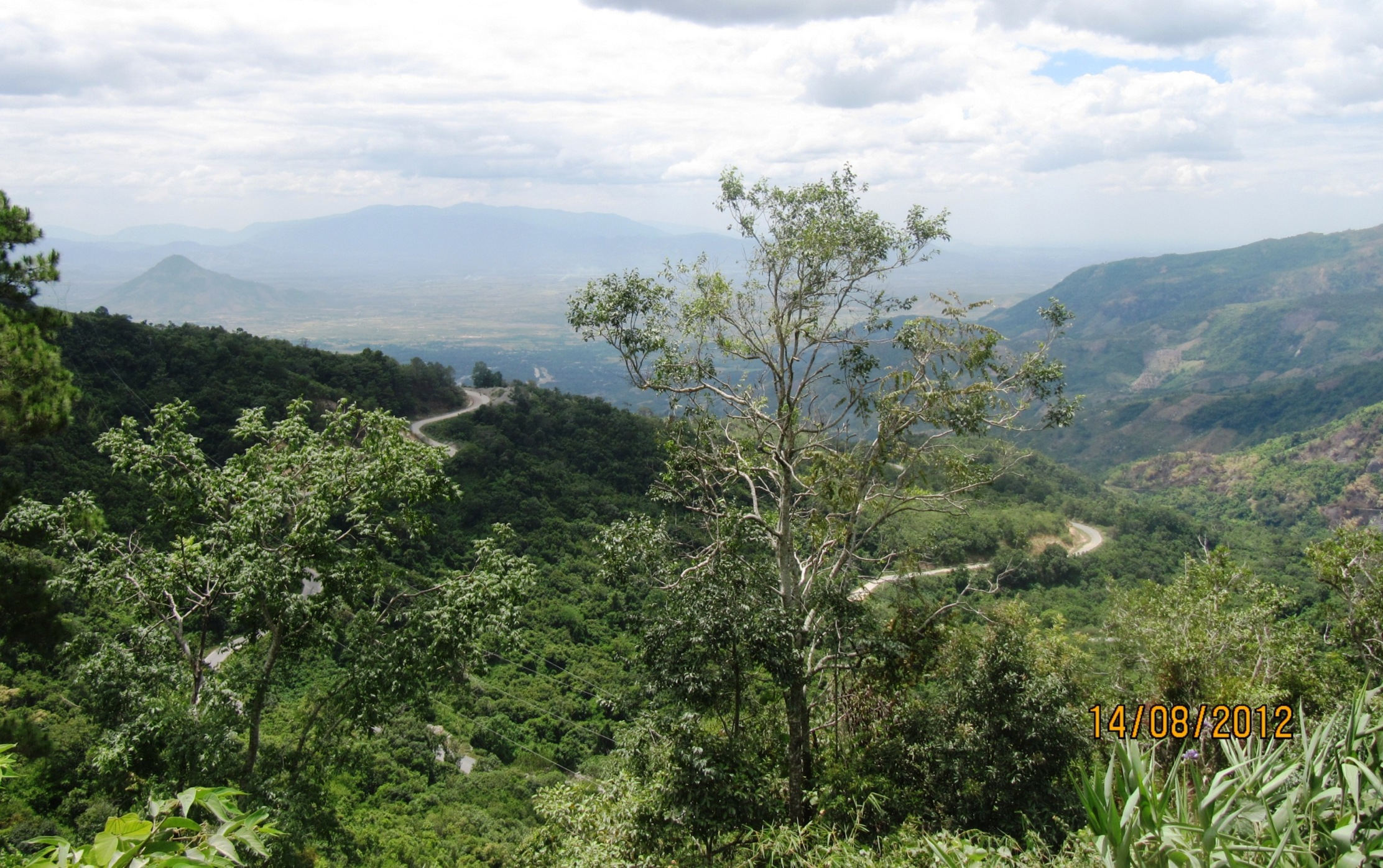
Đèo Sông Pha, Ninh Thuận, nhìn về hướng đông bắc.
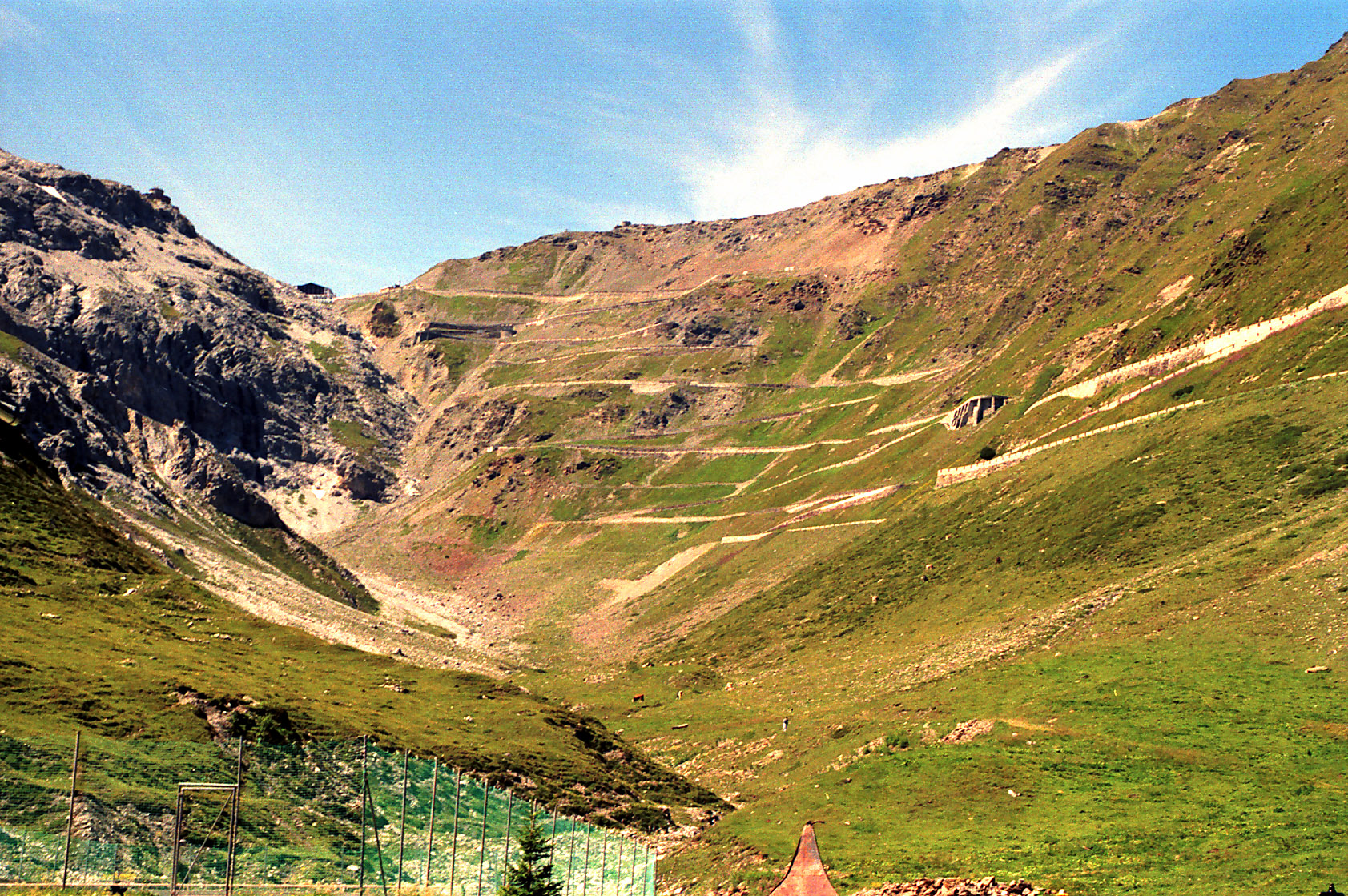
Đèo Stelvio ở khu vực Alps (Ý)
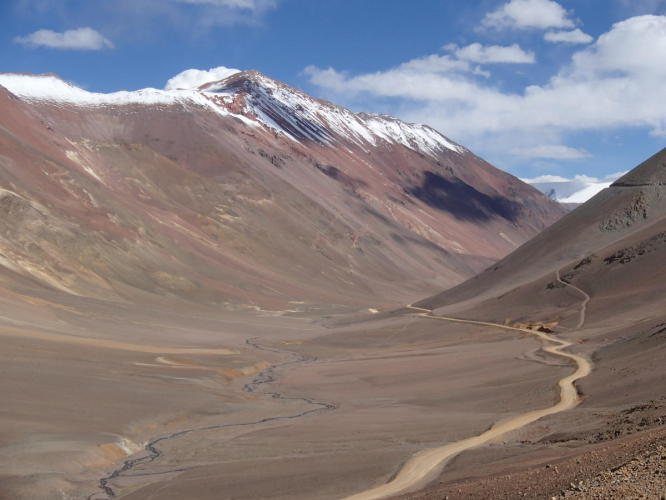
Đèo Agua Negra giữa Argentina và Chile.
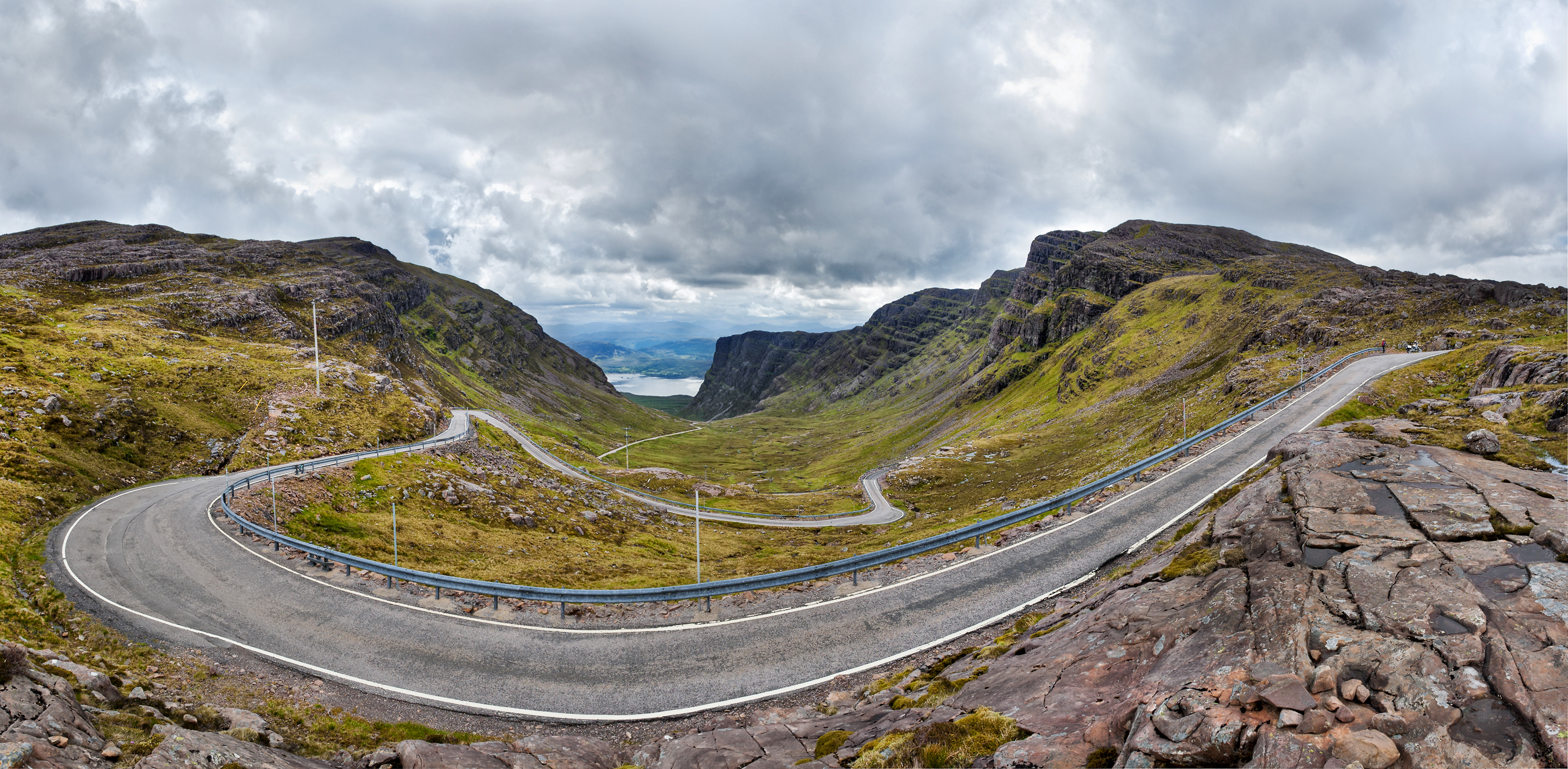
Bealach na Bà nối Applecross ở Cao nguyên Tây Bắc Scotland.
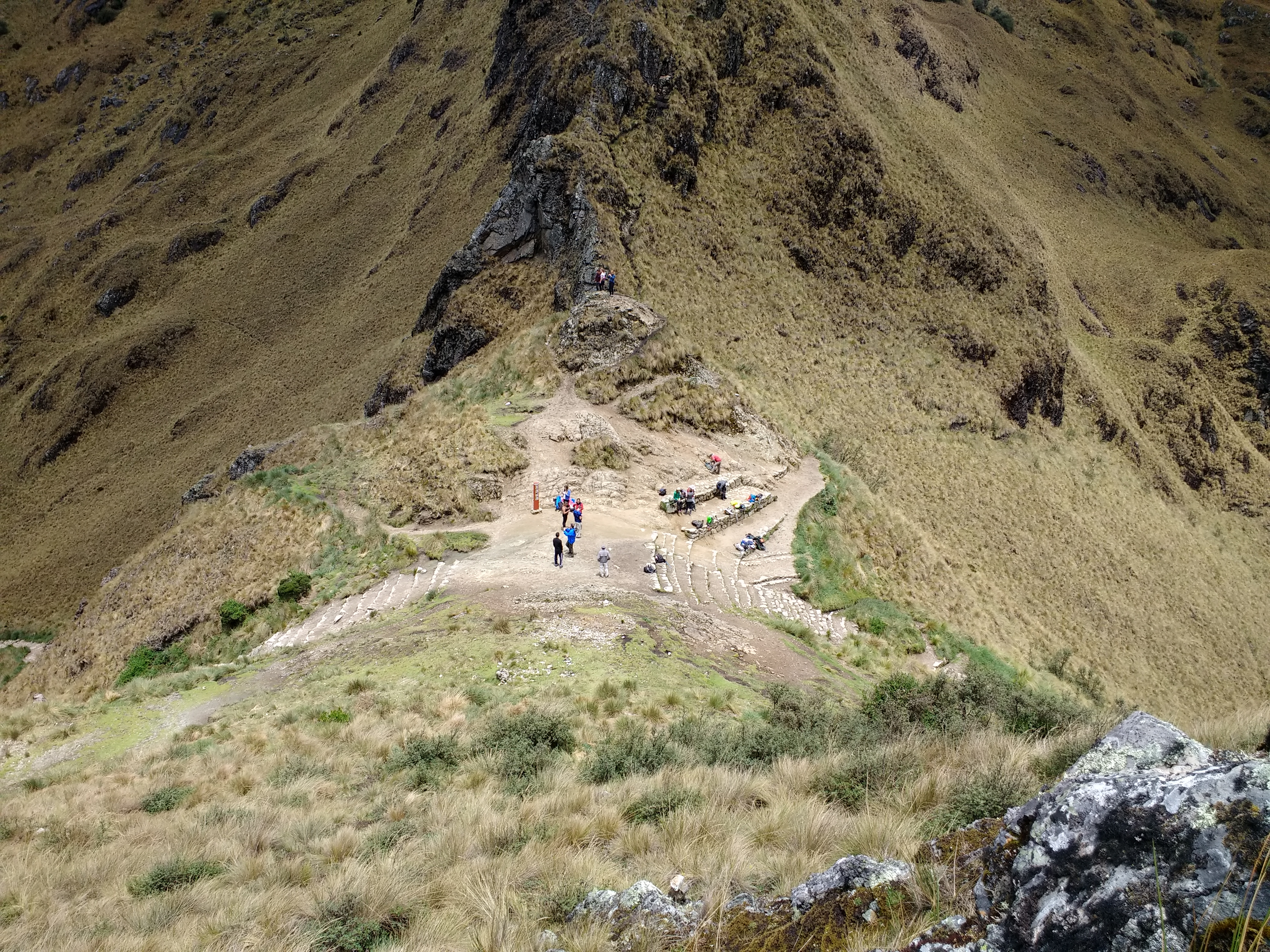
Đèo Warmi Wañusqa trên Đường mòn Inca tới Machu Picchu ở Peru
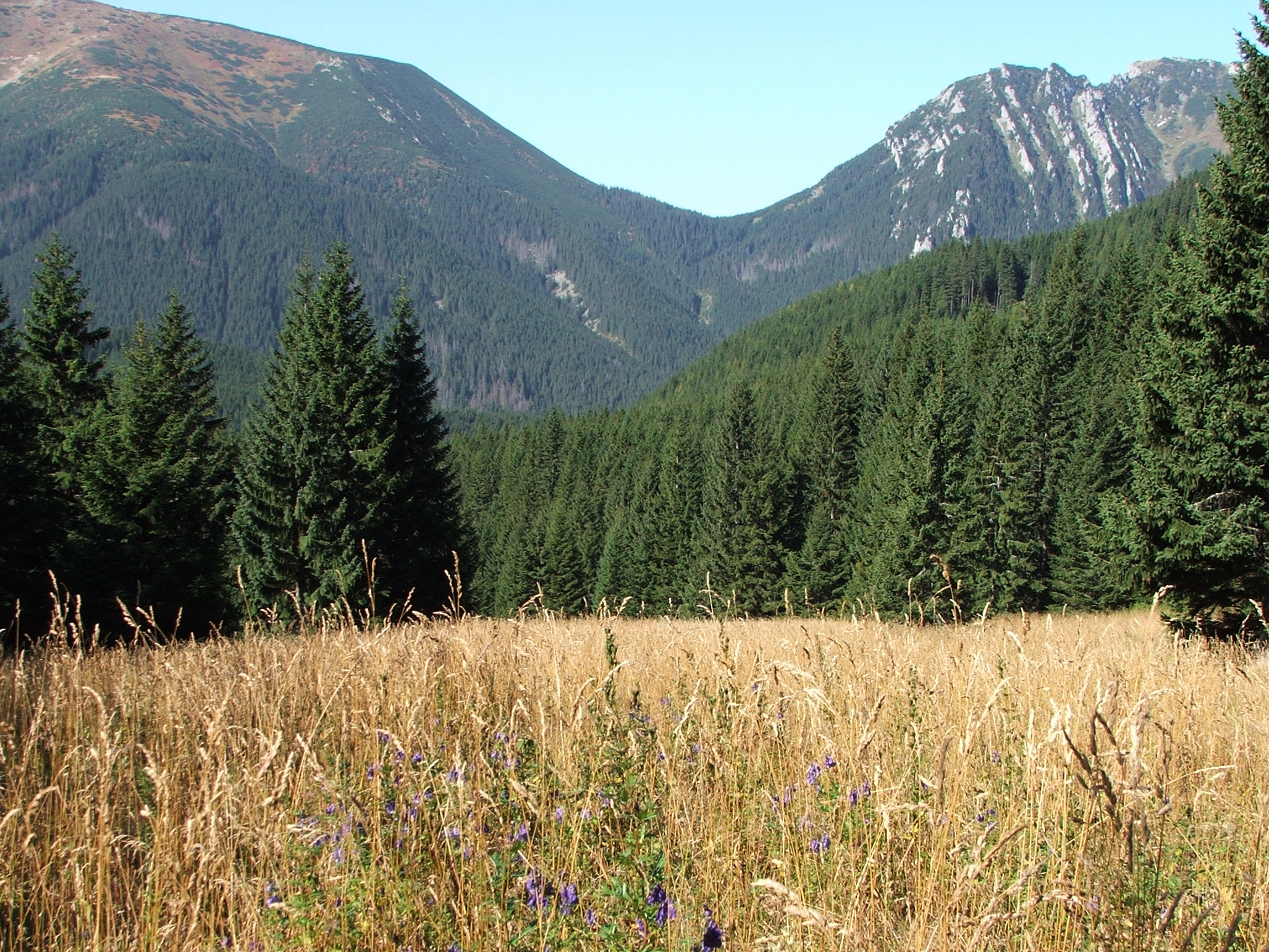
Pass in Đèo Tatras (Ornak, Ba Lan).
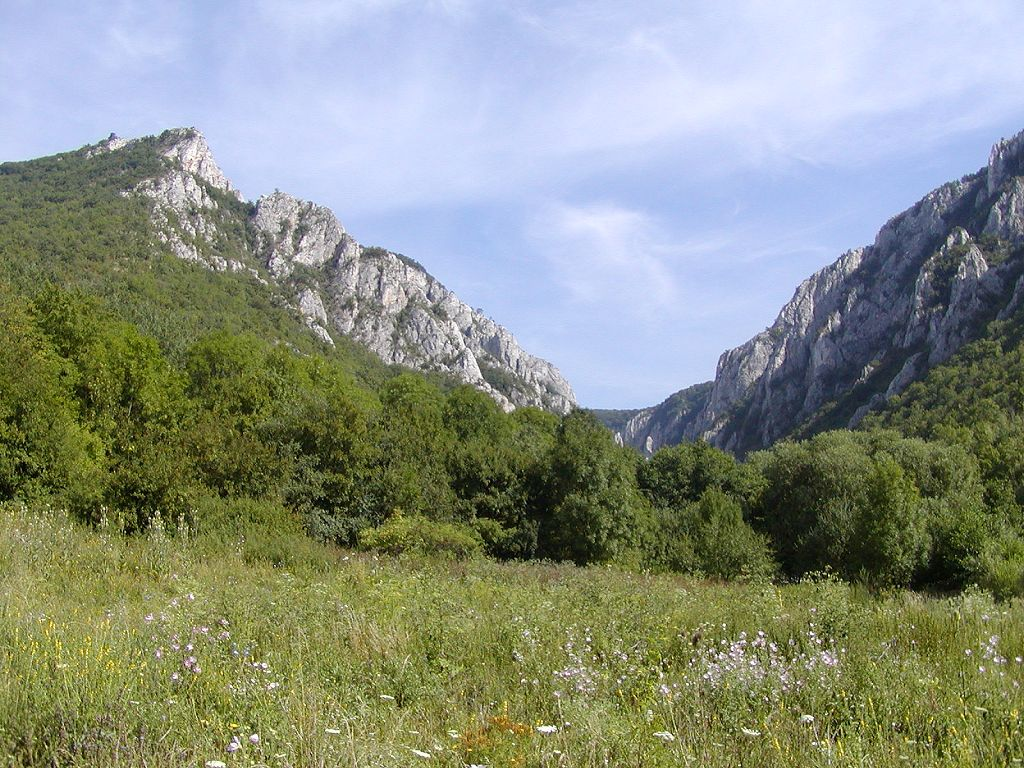
Đèo Zádielska tiesňava ở Slovak Karst (Slovakia).
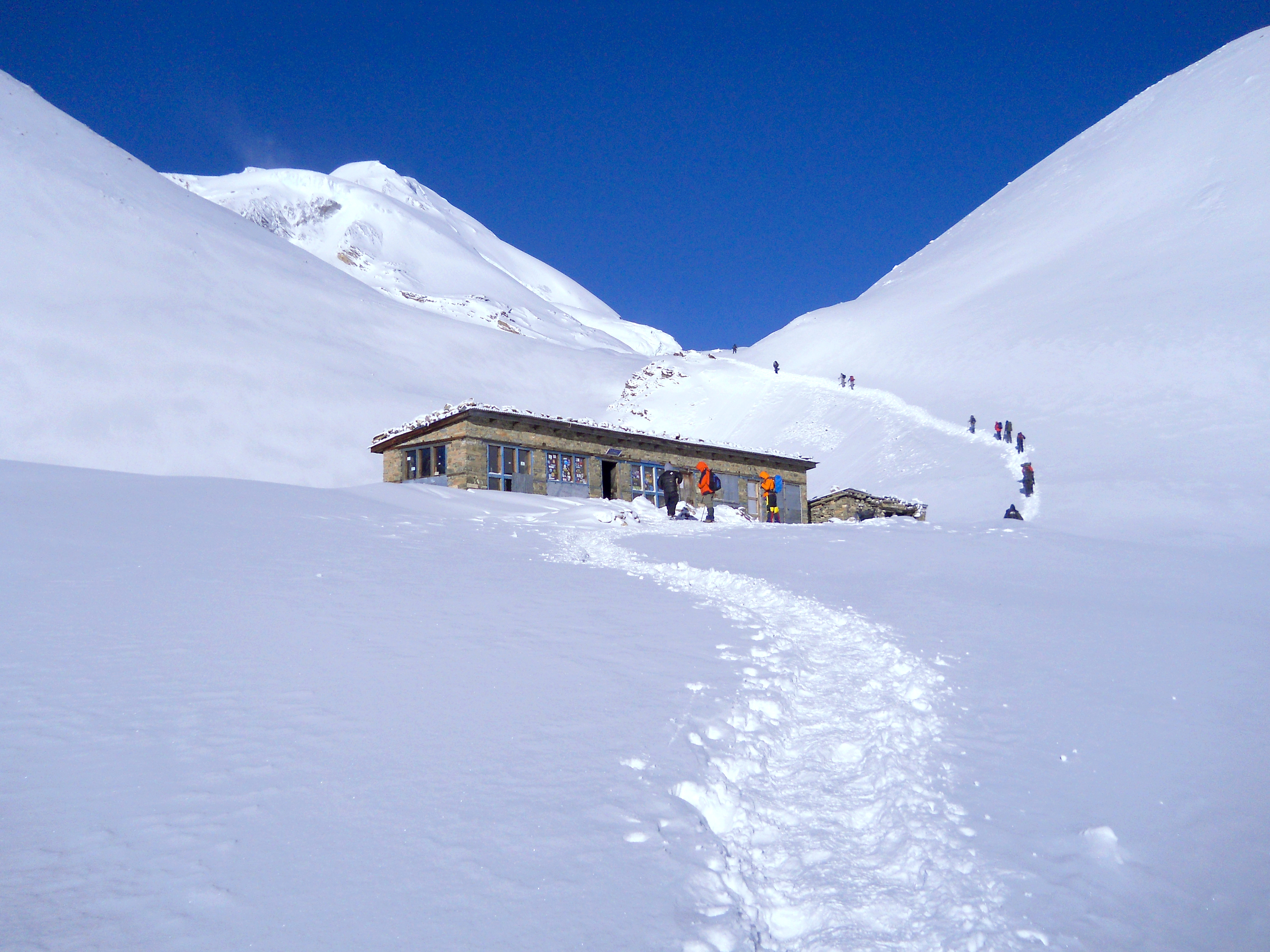
Đường mòn từ Manang đến Mustang qua đèo Thorong La, Nepal.
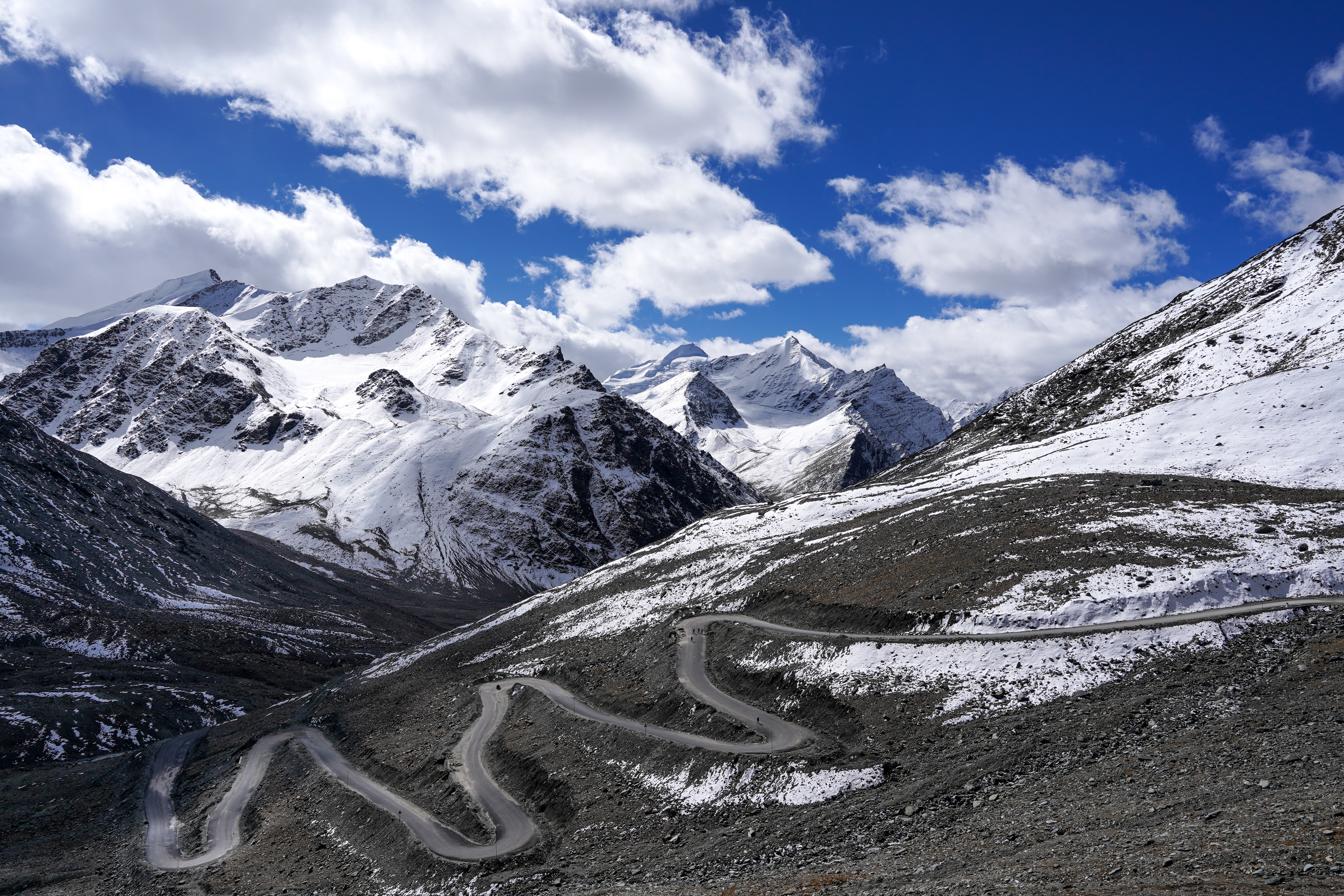
Con đường quanh co bên dưới Shingo La ở Himachal Pradesh, Ấn Độ
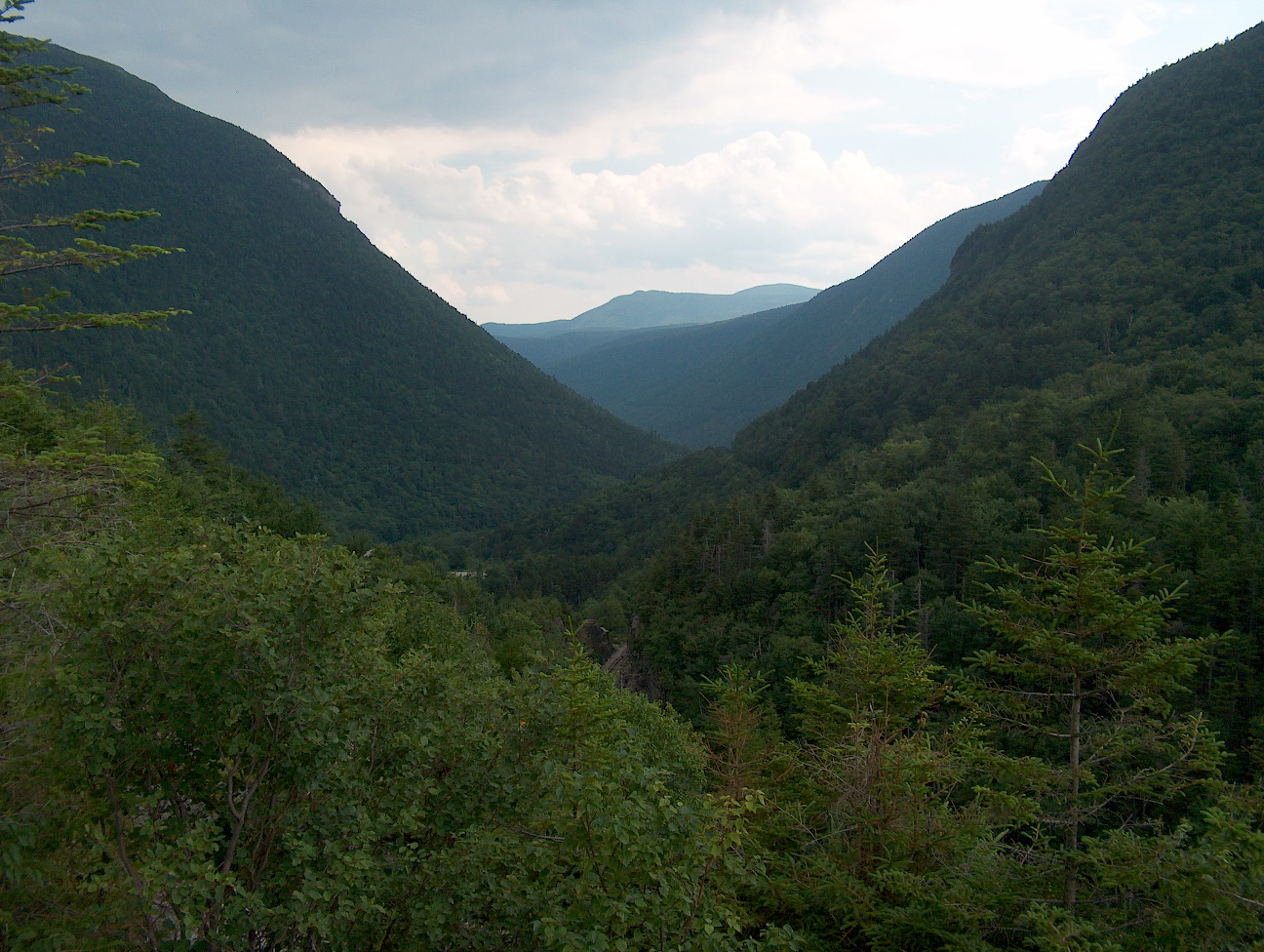
Crawford Notch ở New Hampshire, Hoa kỳ

## Đèo tại Việt Nam nổi tiếng
- Đèo An Khê
- Đèo Bảo Lộc
- Đèo Bắc Sum
- Đèo Bông Lau
- Đèo Cả
- Đèo Chuối
- Đèo Cù Mông
- Đèo Đại Ninh
- Đèo Hải Vân
- Đèo Keo Nưa
- Đèo Khánh Lê
- Đèo Khau Cọ
- Đèo Khau Liêu
- Đèo Khau Phạ
- Đèo Khế
- Đèo Lò Xo
- Đèo Lũng Lô
- Đèo Mã Phục
- Đèo Mã Pí Lèng
- Đèo Mang Yang
- Đèo Mẹ Bồng Con
- Đèo Mụ Giạ
- Đèo Ngang
- Đèo Ngoạn Mục
- Đèo Ô Quý Hồ
- Đèo Pha Đin
- Đèo Phượng Hoàng
- Đèo Prenn
- Đèo Tam Điệp
- Đèo Thung Khe
- Đèo Vi Ô Lắc

## Đèo nổi tiếng trên thế giới
Những đèo cao nhất:
- Đèo cao nhất thế giới mà mô tô có thể đi được là đèo Semo La ở Tây Tạng cao 5.565 m.
- Đèo thánh Bernard (Great St. Bernard Pass), cao 2.473 m trên dãy An pơ (Alps).
- Đèo Khardungla, cao 5.359 m, ở Jamu và Kashmir, Ấn Độ.